# 文佩玲
文佩玲（英語：Jacqueline Man Pui Ling，1964年3月15日—），昵称文文，1986年參加第五屆新秀歌唱大賽，擊敗許志安、黎明，並贏得冠軍和最佳台風獎。后签约華星唱片，在華星只錄過一張唱片，但因人为因素而變成仓底货，推出无期。1989年轉簽 EMI，推出《文佩玲》及《鬥氣》兩張唱片，但星運一般，結果在1992年退出娛樂圈，任职友邦保險保险从业员。她當年跟杜德偉合唱的《愛全為你》及1987年無綫電視劇集《男兒本色》主題曲《錯在情多》，也令人留下深刻印象。

## 背景

### 早年生活
文佩玲於愛民邨長大，家有兩個胞兄和一個胞弟。她的父親為一名貨車司機，後來改當全職粵劇演員（飾演丑生）。文佩玲曾就讀佐敦道官立小學。其讀書成績不好，自小在家聽不同國家的音樂，又觀看父親演出。因此培養了她對音樂的興趣。她於就讀小學五年級時，父親帶她到啟德遊樂場表演。另外，文佩玲又曾在荔園唱歌，但在就讀中學時期因怕尷尬而停止演出。中學畢業後，她在18歲時開始到一些堂會（即酒樓）演出，之後到酒廊如灣仔百老匯等地當歌手。文佩玲過了三至四年後與友人一起報名參與1986年第五屆新秀歌唱大賽，並由初賽至決賽都以梅艷芳的歌曲《夢伴》參賽。在面試當日，黎小田為評審，而張國榮則在旁觀看。當文佩玲打入30強時，她才通知父母自己參加了新秀歌唱大賽。當時她已與家人移居愛民邨衛民樓。

### 加入與退出樂壇
當年新秀歌唱大賽宣佈結果時，文佩玲奪得冠軍和最佳台風獎（離開樂壇後遺失了新秀歌唱大賽的18K金金咪獎品）。她之後簽約華星唱片的經理人公司，為期8年。但是她在華星唱片灌錄了的大碟因公司把資源投放在許志安上，而無法推出市場。公司其後又願意與她和平解約。文佩玲不久轉簽百代唱片，並分別於1989年和1990年推出過兩張唱片。由於發覺身不由己，她於1992年退出樂壇
。離開以後去了一段時間旅遊散心，又在友人的公司任職文職工作和在尖沙咀百利商業中心合資經營時裝店（為時兩年多）。她後來當上友邦保險的保險從業員。自2016年3月起，她任職日本電解還原水公司的飲水機國際代理。同時又會接一些唱歌演出的工作。

### 復出唱歌
文佩玲退出樂壇多年，除了做過以上的工作，她在2000年前後亦於友人的公司幫忙經營鞋類生意。之後，北上廣州當了飲水機品牌代理兩年。2013年，文佩玲參加新秀歌唱大賽的歌手，如杜德偉等人的飯聚。其中第一屆新秀歌唱大賽參賽者王美蘭介紹她到姜蓓莉的演唱會演出，她便開始復出唱歌。歌手李麗霞（黑妹）看過她的演出後邀請她參與有樂隊在場的現場表演。近年，她與朋友合製了《夢@一色》及《活在當下》兩首歌。歌曲當時放上了YouTube，而她還自製了一張唱片。另外，她也獲邀上無綫電視綜藝節目《Sunday靚聲王》以及《流行經典50年》唱歌。

## 私人生活

### 家庭生活
文佩玲於1999年與任職宏利金融分組經理的圈外人甘啟憲（Jimmy）結婚，不過二人在2003年离婚。女儿 Jasmine 跟隨文佩玲生活。

## 專輯

### 個人專輯
| # | 專輯名稱 | 專輯類型 | 發行公司 | 發行日期     | 曲目 |
| - | -------- | -------- | -------- | ------------ | --- |
| 1 | 文佩玲   | 大碟     | 百代唱片 | 1989年8月9日 | 曲目 1. 浪子Jacky 2. 零晨情人 3. 紫色香檳夜 4. 知音千個 5. 火焰霓虹 6. 曾經愛過 7. 等著你回來 8. 未如天算 9. 午夜狂奔 10. 追問         |
| 2 | 鬥氣     | 大碟     | 百代唱片 | 1990年9月    | 曲目 1. 鬥氣 2. 難得糊塗 3. 過火 4. 可愛不可戀 5. 從來無後悔 6. 誰曾待我好 7. 驟來的去年夏季 8. Come On 9. 情人羅密歐 10. 知道你在等我 |

### 合輯
| # | 專輯名稱             | 專輯類型       | 發行公司 | 發行日期      | 曲目 |
| - | -------------------- | -------------- | -------- | ------------- | --- |
| 1 | 只想留下             | 杜德偉大碟     | 華星唱片 | 1987年2月25日 | 曲目 1. 縱使一天（杜德偉） 2. Only You（杜德偉、莫鎮賢） 3. 真心的說話（杜德偉） 4. 謠言（杜德偉） 5. 我心換妳心（杜德偉） 6. 只想留下（杜德偉） 7. 愛全為你（杜德偉、文佩玲） 8. 情永在（杜德偉） 9. Let's Go Love（杜德偉） 10. 誰伴我今晚（杜德偉）                                                                                              |
| 2 | 大運河               | 電視劇原聲大碟 | 華星唱片 | 1987年4月     | 曲目 1. 雄霸天下（梁朝偉、呂方） 2. 人在愛在（梁朝偉、文佩玲） （TVB電視劇《大運河》插曲） 3. 勇踏前程（呂方） 4. 縴船曲（文佩玲） （TVB電視劇《大運河》插曲） 5. 孤寂江湖（梁朝偉） 6. 花落花開（文佩玲） （TVB電視劇《大運河》插曲） 7. 大運河二胡協奏曲 第一樂章：築運河 8. 第二樂章：民不聊生 9. 第三樂章：滅隋立唐                             |
| 3 | 華星武俠金曲集       | 合輯           | 華星唱片 | 1987年10月    | 曲目 1. 問誰領風騷（羅文、甄妮） 2. 胡漢夢（方曉虹、劉錫明） 3. 執手同行（鄭少秋） 4. 碧血忠魂（呂方） 5. 劍伴誰在（梅艷芳、梁朝偉） 6. 俗世如來（呂方） 7. 怒罵命運（羅文） 8. 一生抱恨哀（甄妮） 9. 衝出醉鄉（鄭少秋） 10. 踏月亮（文佩玲） （TVB電視劇《殭屍奇兵》主題曲） 11. 劍斷魂在（許志安） 12. 愁思逐水流（梅艷芳）                       |
| 4 | 誰願                 | 梁朝偉大碟     | 華星唱片 | 1988年        | 曲目 1. 誰願（梁朝偉） 2. Love Me in the Night（梁朝偉） 3. 迷惘（梁朝偉） 4. 留我枕邊（梁朝偉、文佩玲） （TVB電視劇《新紮師兄1988》插曲） 5. 潮流由我創（梁朝偉） 6. 情改變（梁朝偉） 7. 高速戰士（梁朝偉） 8. Mr. Lonely（梁朝偉） 9. 告訴我吧（梁朝偉） 10. 衝刺（梁朝偉）                                                                       |
| 5 | 華星武俠金曲集第二輯 | 合輯           | 華星唱片 | 1988年        | 曲目 1. 難得糊塗（梅艷芳） 2. 我不再否認（甄妮） 3. 那可問旁人（許志安） 4. 願妳知我心（梁朝偉） 5. 花開兩爭艷（張衛健、江欣燕） 6. 情絲牽我心（梁朝偉） 7. 永不遺憾（羅文） 8. 菊花淚（呂方、鄭秀文） 9. 奇門鬼谷（劉錫明） 10. 珍惜這一刻（呂方、鄭秀文） 11. 愛的竟是我（文佩玲） （TVB電視劇《狂龍》插曲） 12. 無言亦可相傾訴（劉錫明、方曉虹） |

### 無出碟歌曲
- 1987年：錯在情多（TVB電視劇《男兒本色》主題曲）
- 1987年：騙盡我的痴（王正宇作曲，盧永強填詞）
- 1987年：小熊貓豆豆（TVB動畫《小熊貓豆豆》主題曲）
- 1987年：天狼劫（TVB電視劇《天狼劫》主題曲）
- 1987年：嘩鬼作反（TVB電視劇《殭屍奇兵》插曲）
- 1987年：孤單的化身（倫永亮作曲，盧永強填詞）
- 1987年：暗示
- 1988年：愛情謎語（電影《愛情謎語》主題曲）（與杜德偉合唱）
- 1988年：未名歌曲（趙文海作曲）

## 參與節目
- 2015年：《Sunday靚聲王》（第11及18集）
- 2017年：《流行經典50年》（第1及8集）
- 2018年：《流行經典50年》（第21集）
- 2022年：《思家大戰》（第17集，首次亮相無線電視遊戲節目）